# Третьяково (Мордовия)
Третьяково — деревня в составе  Бабеевского сельского поселения Темниковского района Республики Мордовия.

## География
Находится на расстоянии примерно 10 километров на юг от районного центра города Темников.

## История
Известна с 1866 году, когда она была учтена как владельческая деревня Темниковского уезда из 53 дворов.

## Население
Постоянное население составляло 45 человек (русские 100%) в 2002 году, 28 в 2010 году .